# Полоцька єпархія (РПЦ)
По́лоцька і Глубоцька єпархія (біл. Полацкая і Глыбоцкая епархія Полацкая і Глыбоцкая епархізагини) — єпархія Білоруської православної церкви, яка включає західну частину Вітебської області з центром у Полоцьке. Історично правлячі єпископи мали різні титулування: Полоцькі; архієпископи Полоцькі й Вітебські; Полоцькі, Вітебські й Мстиславські; Полоцькі й Великолуцькі єпископи Полоцькі й Віленські; Полоцькі й Глубокські.

## Історія
Полоцька єпархія веде свою історію від 992 року, коли тут була заснована перша єпископська кафедра. Ця подія припадає на час правління князя Ізяслава, сина рівноапостольного Володимира і полоцької княгині Рогніди.
У X–XIII століттях у її склад входила територія з містами Вітебськ, Мінськ, Ізяславль, Логойськ, Слуцьк, Друцьк, Новогрудок, Орша, Лукомль.
З 1391 року кафедра отримала статус архієпархії.
Входила до канонічної юрисдикції: Києво-Литовської митрополії Константинопольського Патріархату (1315–1329, 1356–1362, 1415–1419); Київської митрополії (1620–1628). Після взяття Полоцька у 1563 року військами Івана Грозного на деякий час перейшла у відомство Московської митрополії.
З жовтня 1596 року по жовтень 1620 року, з серпня 1628 року по червень 1657 року єпархія лишалася без єпископа на чолі внаслідок переходу духовенства до унії. У 1662 році з активною антиправославною політикою влади єпархія остаточно припинила існування.
У 1833 році єпархія була відроджена й мала назву Полоцької й Віленської. У її склад увійшли землі Вітебскої, Віленскої й Курляндської губерній. З 1840 року єпархія йменувалась Полоцькою і Вітебською.
У 1840–1856 роках діяла Полоцька духовна семінарія. У 1856 році вона була переведена у Вітебськ, але і надалі іменувалася Полоцькою до грудня 1871 року.
До початку Другої світової війни на Полоцькій землі не лишилося жодного діючого храму. Єпархія припинила своє існування.
Під час війни відкрилося кілька храмів і Спасо-Єфросиніїський монастир.
У 1955 році у Вітебській області налічувалося 26 церков, але 10 з них та Спасо-Єфросиніївський монастир були закриті під час хрущовської антирелігійної компанії.
Церковне життя почало відновлюватися тільки наприкінці 1980-х роках. 6 липня 1989 року Полоцька єпархія була відроджена.

## Сучасний стан
Територія єпархії включає: території Браславського, Верхньодвінського, Глубокського, Докшицького, Міорського, Полоцького, Поставського, Россонського, Ушацького, Шарковщинського районів.
Кафедральні собори — Богоявленський (Полоцьк), Собор Різдва Пресвятої Богородиці (Глибоке).
Налічує (2012): 100 приходів; 63 священнослужителі (59 священників, 4 диякона).
Правлячий архієрей з 10 серпня 1997 року — Феодосій (Більченко), архієпископ Полоцький і Глубокський.

### Благочинні округи
- Полоцьке благочиння (16 приходів)
- Глубокське благочиння (18 приходів)
- Браславське благочиння (8 приходів)
- Верхньодвинське благочиння (9 приходів)
- Докшицьке благочиння (13 приходів)
- Міорське благочиння (14 приходів)
- Поставське благочиння (7 приходів)
- Шарківщинське благочиння (8 приходів)
- Россонське благочиння (2 приходу)
- Ушачське благочиння (5 приходів)[2]
- Спасо-Евфросиніївский жіночий монастир (Полоцьк, вул. Євфросинії Полоцької, 89.)
- Свято-Пантелеймонівський жіночий монастир (Браслав, вул. Радянська, 38)
- Свято-Михайловський Березвечський жіночий монастир (Глибоке, вул. Ф. Скоріни, 77)

## Список єпархіальних архієреїв

### Полоцька єпархія Київської митрополії
Єпископи полоцькі
невідомі
- Мина[pl] (1105—1116)
- Ілія (1120—1128)
- Косма Грек (1143—1156)
- Діонісій (1167—1182/1183)
- Николай Грек (1182/1183)
- Калліст I
- Володимир (1218)
- Микола (1218)
- Алексій (с 1231)
- Сімеон I, св. (до 1271)
- Іаков (1300[3])
- Григорій I (1331)

Архієпископи полоцькі
- Феодосій Грек (1391—1415)
- Фотій (1415)
- Сімеон II (1450—1456

Архієпископи полоцькі и вітебські
- Калліст II (1458—1459)
- Сімеон III (? —1481)
- Іона Глезна (? —1492)
- Лука (1492—1503)
- Евфимий (Окушкович-Босський) (1504—1512)
- Сімеон IV (1513)
- Іосиф (Русін) (1516—1523)
- Кипріан I (?)
- Нафанаїл I (1524—1533)

Архієпископи полоцькі, вітебські и мстиславські
- Мисаїл (1534)
- Сімеон V (1534—1549)[4]
- Герман (Литавар-Хребтович) (1551—1558)
- Герасим (Корсак) (1558— ?)
- Григорій (Волович) II (? —1562)
- Арсений (Шишка / Шишко) (1562—1563)
- Трифон (Ступишин) (1563—1566)
- Варсонофій (Валах) (1563—1576)
- Афанасій (Палецький) (1566—1568)
- Антоній (1568 — 1572)
- Феофан (Рпинський) (1576—1588)
- Кипріан II (? — 1579)
- Афанасій (Терлецький)[pl] (1588—1591/1592)
- Нафанаіл (Селицький-Белицький)[pl] (1592—1595)
- Григорій (Загорский) (1595—1596)
- Мелетій (Смотрицький) (1620—1628) вибув до унії
- Іоасаф (1629) вибув до унії
  - Сильвестр (Косов) (1635—1654) в/у, митр. Київський
- Іоаким (Д'яконович) (1654/1655—1656)

Єпископи полоцькі і вітебські
- Каллист (Дорофеевич-Риторайський) III (червень 1657—1662)

### Полоцька єпархія Російської православної церкви
Єпископи полоцькі і віленські
- Смарагд (Крижановський) (30 квітня 1833 — 5 червня 1837)
- Ісидор (Никольський) (5 червня 1837 — 6 квітня 1840)

Єпископи полоцькі і вітебські
- Василь (Лужинський) (7 липня 1840 — 27березня1866)
- Савва (Тихоміров) (16 червня 1866 — 7 грудня 1874)
- Вікторін (Любімов) (7 грудня 1874 — 6 березня 1882)
- Маркелл (Попель) (6 березня 1882 — 25 лютого 1889)
- Антонін (Державін) (14 березня 1889 — 3 сентября 1893)
- Олександр (Закке-Заккіс) (3 вересня 1893 — 18 липня 1899)
- Тихон (Ніканоров) (20 серпня 1899 — 4 червня 1902)
- Серафим (Мещеряков) (4 червня 1902 — 25 липня 1911)
- Никодим (Боков) (25 червня 1911 — 8 березня 1913)
  - Пантелеймон (Рожновський) (3 листопада — 18 грудня 1913) в/у, еп. Двінський
- Володимир (Путята) (8 березня 1913 — 11 липня 1914)
- Іннокентій (Ястребов) (11 липня 1914 — 10 січня 1915)
- Кіріон (Садзаглишвілі) (10 січня 1915 — 1 серпня 1917)
- Іннокентій (Ястребов) (вересень 1917 — 6 березня 1918)
  - Пантелеймон (Рожновский) (1918) в/у, еп. Двинський
- Серафім (Александров) (19 березня 1918 — 22 квітня 1918)
- Іоанн (Поммер) (22 квітня 1918 — вересень 1918)
- Іннокентій (Ястребов) (вересень 1918—1926)
  - Нектарій (Трезвінський) (1924—1925) в/у
  - Алексій (Буй) (1925—1926)
- Павлін (Крошечкін) (14 жовтня 1926 — 1 грудня 1927)
- Гавріїл (Воєводін) (грудень 1927 — грудень 1928)
- Микола (Покровський) (1931—1933)
- Тихон (Русінов) (13 лютий 1933 — 27 липня 1935)
  - Феофан (Семеняка) (1935) в/у
- Афанасій (Мартос) (1941—1944)
  - Питирим (Свірідов) (1949—1959) в/у
- Димитрій (Дроздов) (23 липня 1989 — 7 липня 1992)

Єпископи полоцькі і глубокські
- Гліб (Савін) (12 серпня 1992 — 28 грудня 1996)
- Філарет (Вахромєєв) (28 грудня 1996 — 17 липня 1997) в/у, митр. Мінський
- Феодосій (Більченко) (з 10 серпня 1997)

## Галерея

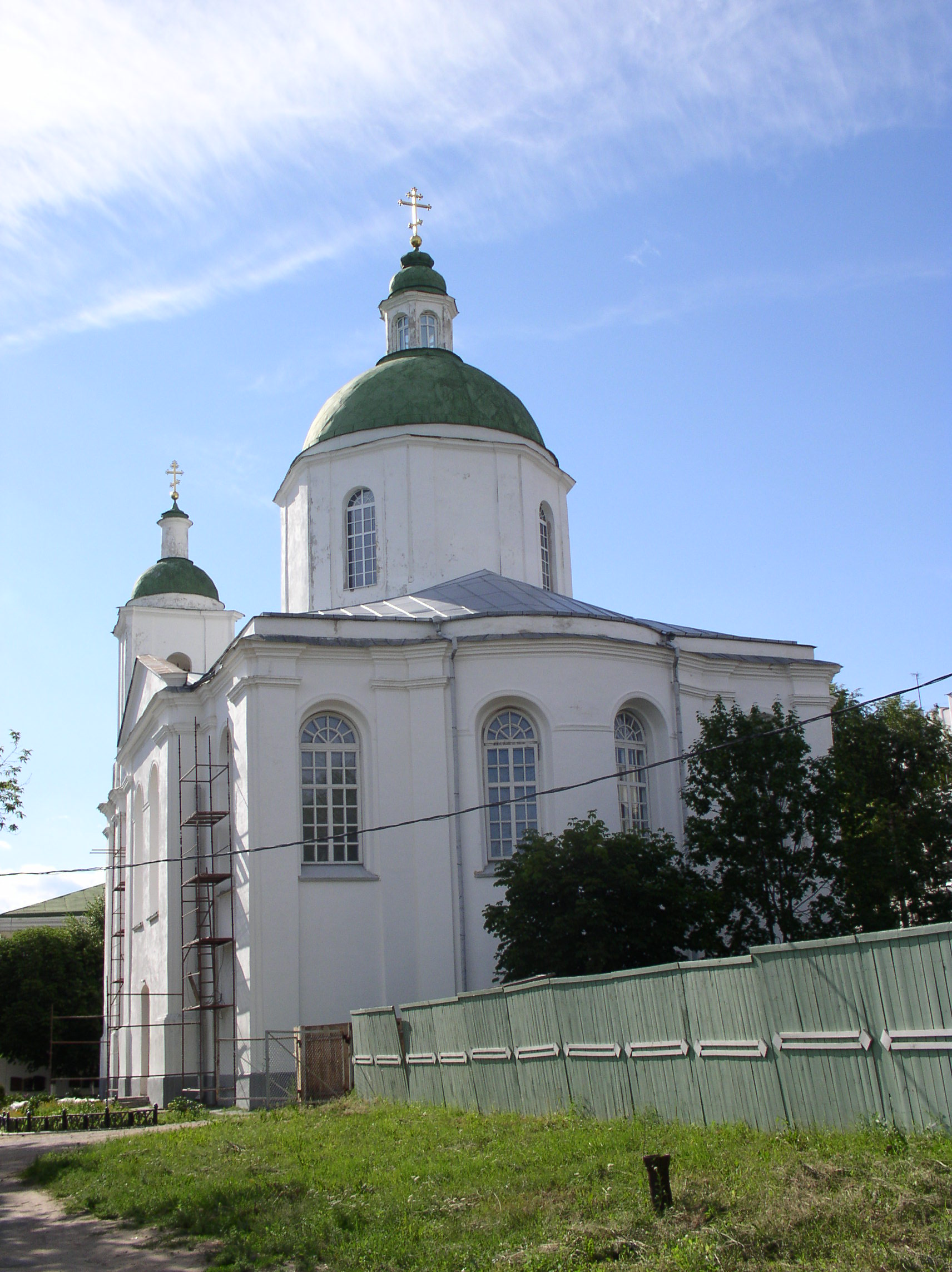
Богоявленський собор у Полоцьку
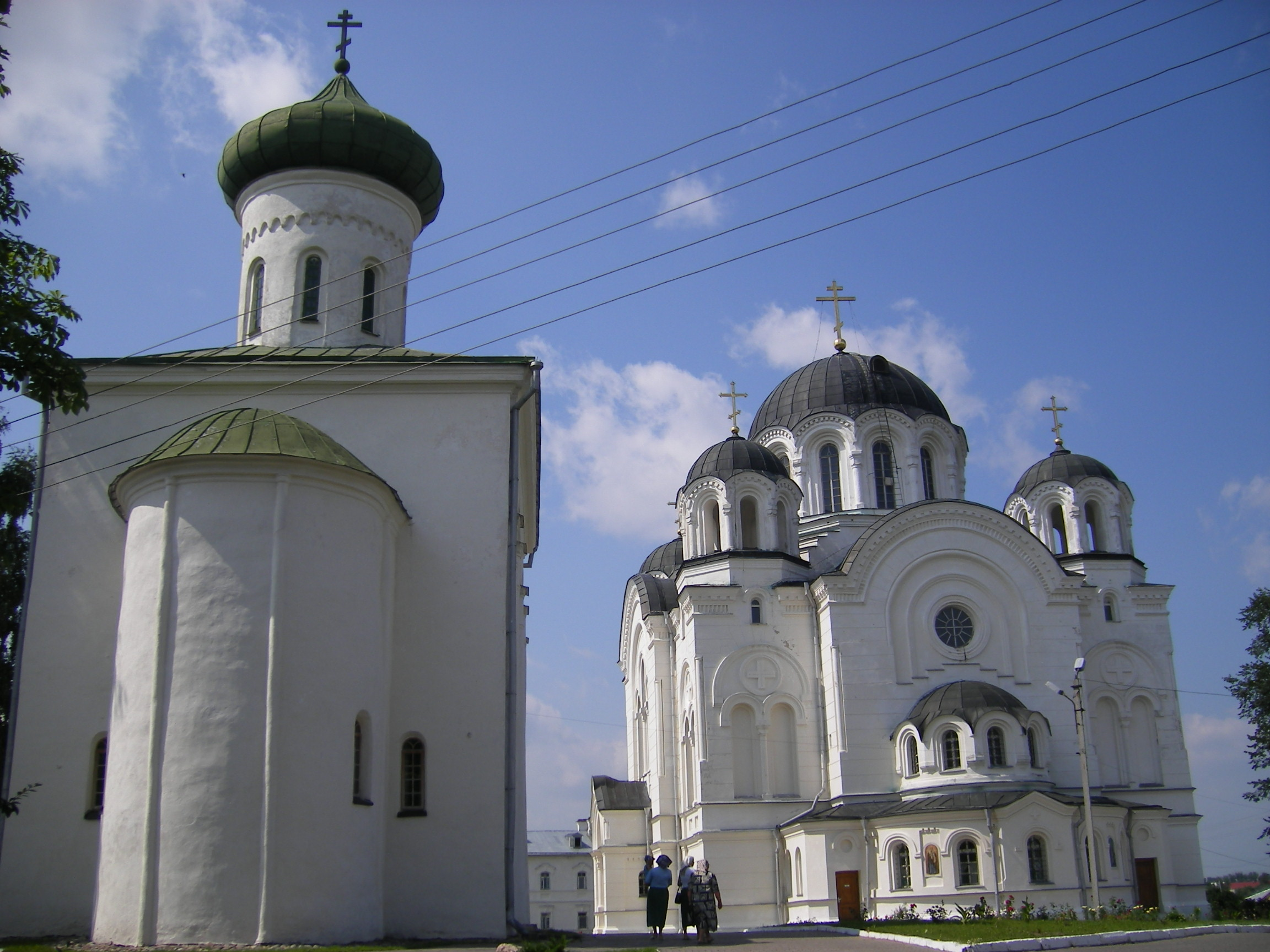
Єфросініївский жіночий монастир у Полоцьку
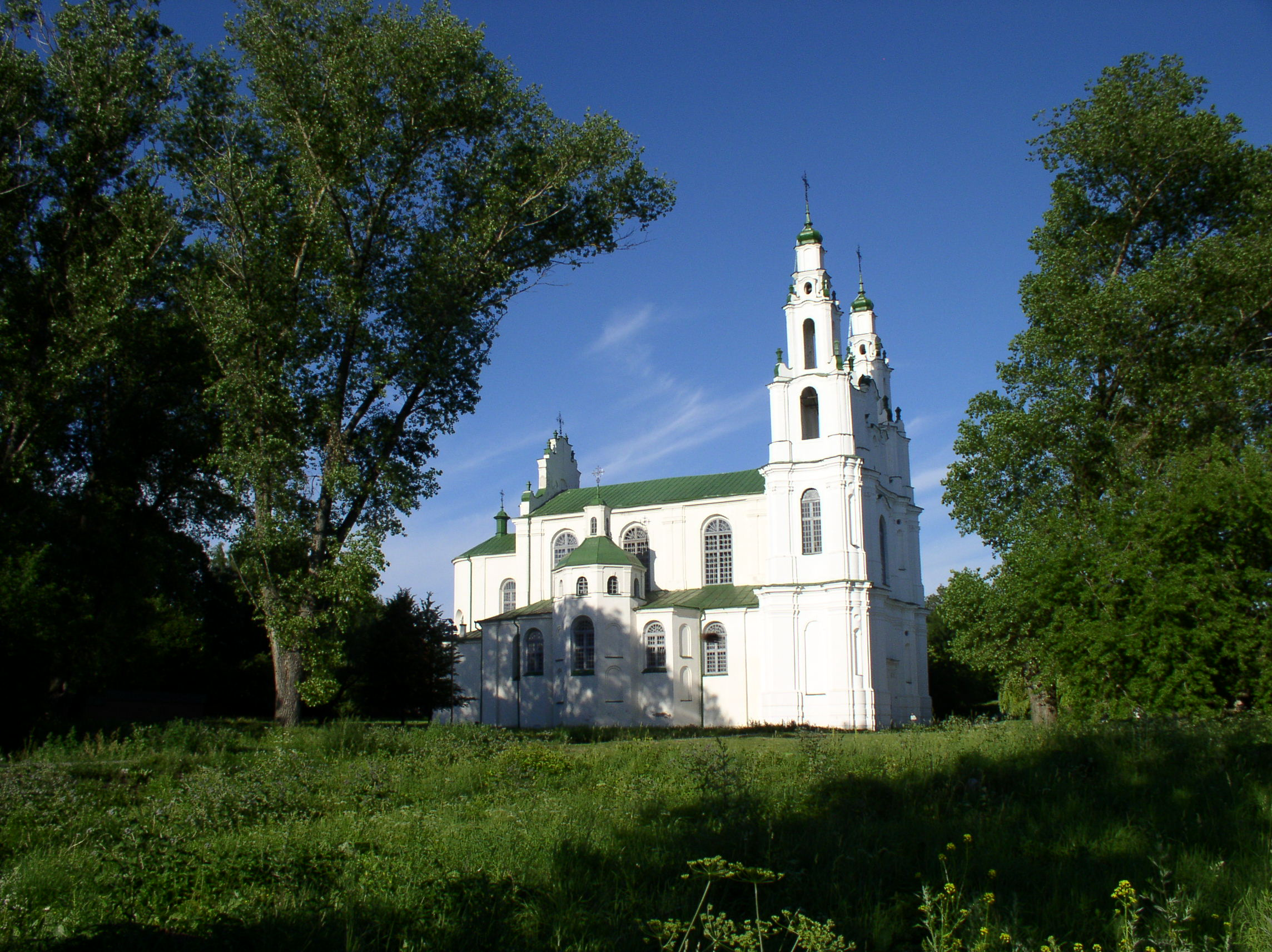
Софійський собор у Полоцьку
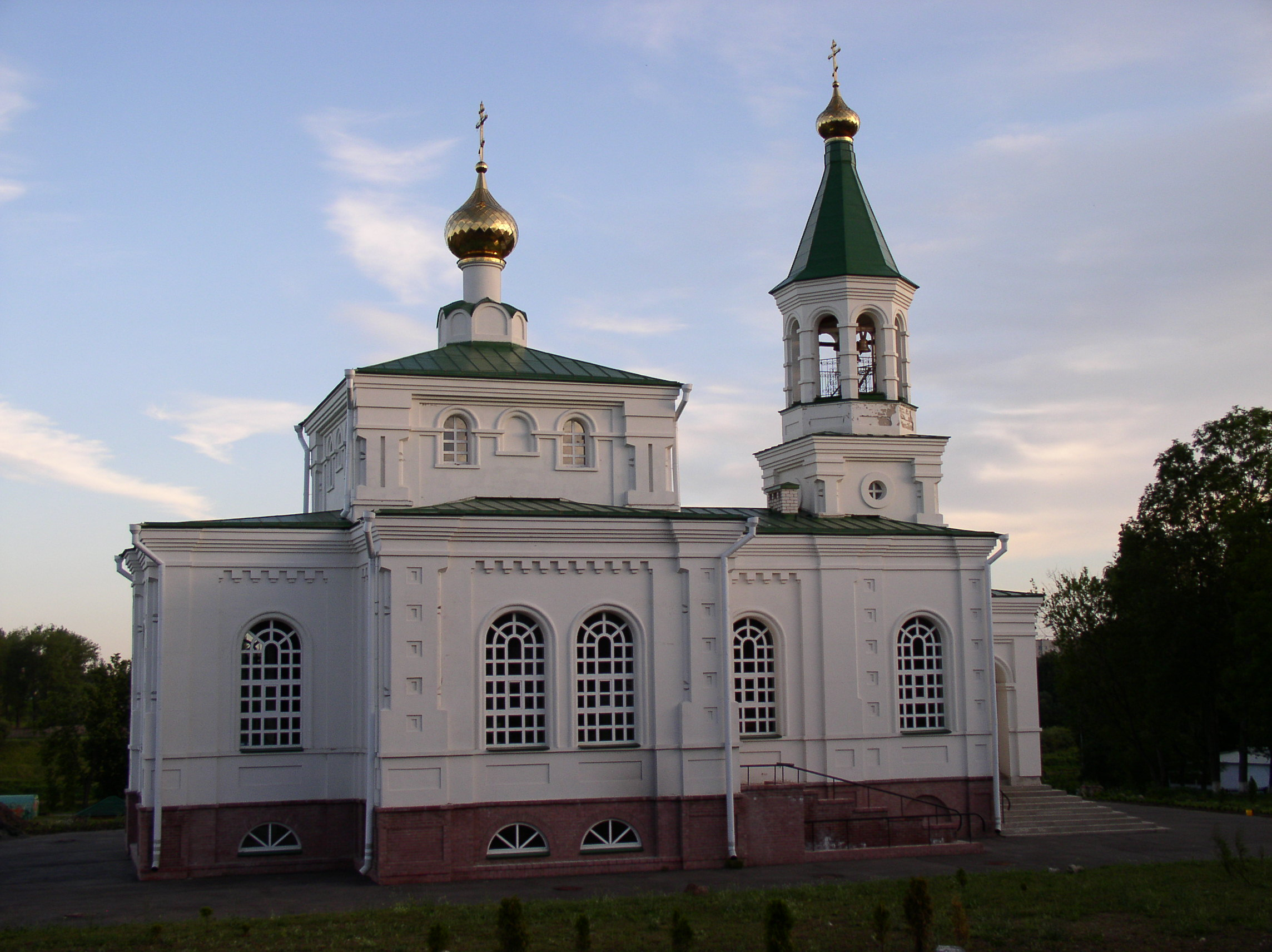
Церква Покрови Пресвятої Богородиці у Полоцьку